# Molpadia arenicola
Molpadia arenicola is een zeekomkommer uit de familie Molpadiidae.
De wetenschappelijke naam van de soort werd in 1857 gepubliceerd door William Stimpson.